# Franz Bernhard (Politiker)
Franz Bernhard (* 8. September 1934 in Bregenz; † 31. Dezember 2000 ebenda) war ein österreichischer Politiker (Österreichische Volkspartei) und Rechtsanwalt. Bernhard war von 1979 bis 1994 Abgeordneter des Vorarlberger Landtags und ab 1991 dessen 1. Landtagsvizepräsident.

## Ausbildung und Beruf
Bernhard besuchte nach der Volksschule in Bregenz das Bundesgymnasium Bregenz und legte dort 1953 die Matura ab. Er studierte im Anschluss zwischen 1953 und 1957 Rechtswissenschaften an den Universitäten Innsbruck und Wien und promovierte 1957 in Innsbruck zum Dr. jur. Nach seinem Studium absolvierte er zwischen 1957 und 1958 seine Gerichtspraxis in Bregenz und Wien und war danach ab 1958 als Konzipient in den Rechtsanwaltskanzleien Dr. Gasser in Bludenz sowie Dr. Hagen und Dr. Hubert Kinz in Bregenz beschäftigt. 1966 machte er sich durch die Gründung seiner eigenen Kanzlei in Bregenz selbständig, wobei er diese bis April 2000 führte.

## Politik
1970 trat Bernhard dem Wirtschaftsbund bzw. der ÖVP bei, 1975 wurde er in die Stadtvertretung von Bregenz gewählt, der er in der Folge bis 1986 angehörte. 1978 wurde er Mitglied des Stadtrates, wobei er bis 1980 das Referat Stadtwerke bzw. Schlachthaus und von 1980 bis zu seinem Ausscheiden aus dem Stadtrat 1985 das Referat Wirtschaftsangelegenheiten und Fremdenverkehr betreute. Des Weiteren war er ab 1980 Vorsitzender bzw. Stellvertretender Vorsitzender des Wirtschafts- und Fremdenverkehrsausschusses. Innerparteilich hatte er ab 1975 das Amt des Stadtparteiobmann der ÖVP Bregenz inne, zudem wirkte er in der Stadtvertretung von 1975 bis 1977 bzw. von 1978 bis 1981 als Fraktionsvorsitzender der ÖVP Bregenz. Er war zudem Mitglied der ÖVP Bezirksparteileitung Bregenz, Obmann des Wirtschaftsbundes Bregenz und von 1979 bis 1994 Mitglied der Landesparteileitung der ÖVP Vorarlberg.
Dem Landtag gehörte er zwischen dem 6. November 1979 und dem 3. Oktober 1994 an, wobei er ab dem 6. März 1991 dessen 1. Landtagsvizepräsident war. Daneben war Bernhard in zahlreichen Funktionen aktiv, so etwa ab 1957 als Mitglied der CV-Verbindung AV Raeto-Bavaria Innsbruck, ab 1980 als Mitglied im Hauptausschuss der Bregenzer Festspiele und von 1982 bis 1997 als Vizepräsident des Zivilschutzverbandes. Des Weiteren wirkte er von 1991 bis 1995 als Präsident des Zivilschutzverbandes und war ab 1985 Mitglied des Landeskulturbeirates. Zudem war er Mitglied im Fremdenverkehrsregionalverband Bodensee-Rheintal, im Rotary-Club Bregenz, in der Kolping-Vereinigung, dem Skiclub Bregenz sowie der Vereinigung der Südtiroler in Vorarlberg.

## Privates
Bernhard wurde als Sohn des Landesbeamten Franz Bernhard und seiner Frau Elsa, geborene Pfanner geboren. Er heiratete am 29. August 1964 Irmtraud Lorünser und wurde Vater von fünf Kindern, wobei seine vier Töchter bzw. sein Sohn zwischen 1965 und 1983 geboren wurden.

## Auszeichnungen
- Silberne Ehrennadel des Vbg. Zivilschutzverbandes (1988)
- Silbernes Ehrenzeichen des Landes Vorarlberg (1995)
- Julius-Raab-Ehrenmedaille (1995)